# Malleco
Malleco är ett släkte av fjärilar. Malleco ingår i familjen mätare.
Kladogram enligt Catalogue of Life:
| Malleco | \| \| Malleco epulauquena \| \| \| \| \| \| Malleco versicolor \| \| \| \| |
|         | \| \| Malleco epulauquena \| \| \| \| \| \| Malleco versicolor \| \| \| \| |
|         | Malleco epulauquena                                                        |
|         |                                                                            |
|         | Malleco versicolor                                                         |
|         |                                                                            |